# Caribacris
Caribacris is een geslacht van rechtvleugeligen uit de familie veldsprinkhanen (Acrididae). De wetenschappelijke naam van dit geslacht is voor het eerst geldig gepubliceerd in 1938 door Rehn & Hebard.

## Soorten
Het geslacht Caribacris  is monotypisch en omvat slechts de volgende soort:
- Caribacris stoneri (Caudell, 1922)